# Еланский сельсовет
Еланский сельсовет — сельское поселение в Усть-Таркском районе Новосибирской области Российской Федерации.
Административный центр — село Еланка.

## История
Статус и границы сельского поселения установлены Законом Новосибирской области от 2 июня 2004 года № 200-ОЗ «О статусе и границах муниципальных образований Новосибирской области»

## Население
| 2002 | 2010 | 2012 | 2013 | 2014 | 2015 | 2016 |
| ---- | ---- | ---- | ---- | ---- | ---- | ---- |
| 1335 | ↘966 | ↘906 | ↘878 | ↘824 | ↘808 | ↘796 |
| 2017 | 2018 | 2019 | 2020 | 2021 |      |      |
| ↘781 | ↘775 | ↘772 | ↘745 | ↘725 |      |      |

## Состав сельского поселения
| № | Населённый пункт  | Тип населённого пункта       | Население |
| - | ----------------- | ---------------------------- | --------- |
| 1 | Еланка            | село, административный центр | ↘676      |
| 2 | Красноникольск    | деревня                      | ↘105      |
| 3 | Николо-Гавриловка | деревня                      | ↘84       |
| 4 | Покровка          | деревня                      | ↘101      |